# Gornji Vratari
Gornji Vratari (en serbe cyrillique : Горњи Вратари) est un village de Serbie situé dans la municipalité d'Aleksandrovac, district de Rasina. Au recensement de 2011, il comptait 186 habitants.

## Démographie
| 1948 | 1953 | 1961 | 1971 | 1981 | 1991 | 2002 | 2011 |
| ---- | ---- | ---- | ---- | ---- | ---- | ---- | ---- |
| 338  | 380  | 338  | 284  | 246  | 213  | 200  | 186  |

|  |